# Kostoľany pod Tribečom
Kostoľany pod Tribečom es un municipio del distrito de Zlaté Moravce en la región de Nitra, Eslovaquia, con una población estimada a final del año 2024 de 335 habitantes.
Se encuentra ubicado al noreste de la región, a unos 120 km al este de Bratislava, cerca de la frontera con las regiones de Banská Bystrica y Trenčín.

## Demografía
| Año        | 1994 | 2004     | 2014 | 2024    |
| ---------- | ---- | -------- | ---- | ------- |
| Población  | 412  | 349      | 349  | 335     |
| Diferencia |      | −15,29 % | +0 % | −4,01 % |

| Año        | 2023 | 2024    |
| ---------- | ---- | ------- |
| Población  | 331  | 335     |
| Diferencia |      | +1,20 % |